# Ваке (Каспський муніципалітет)
Ваке (груз. ვაკე) — село в Грузії.
За даними перепису населення 2014 року в селі проживає 86 осіб.